# Геккерт, Фриц

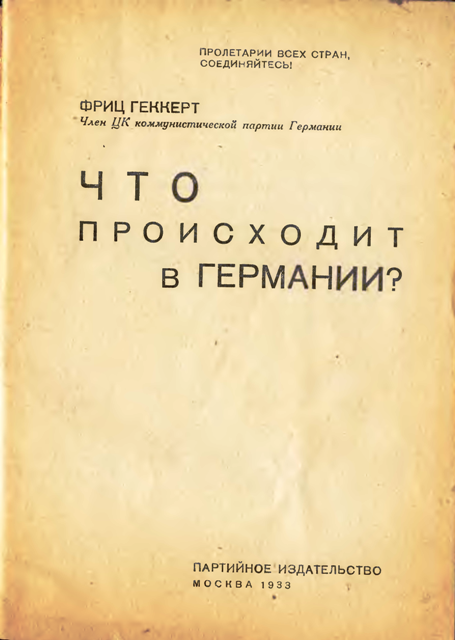
Ф. Геккерт. Что происходит в Германии? 1933

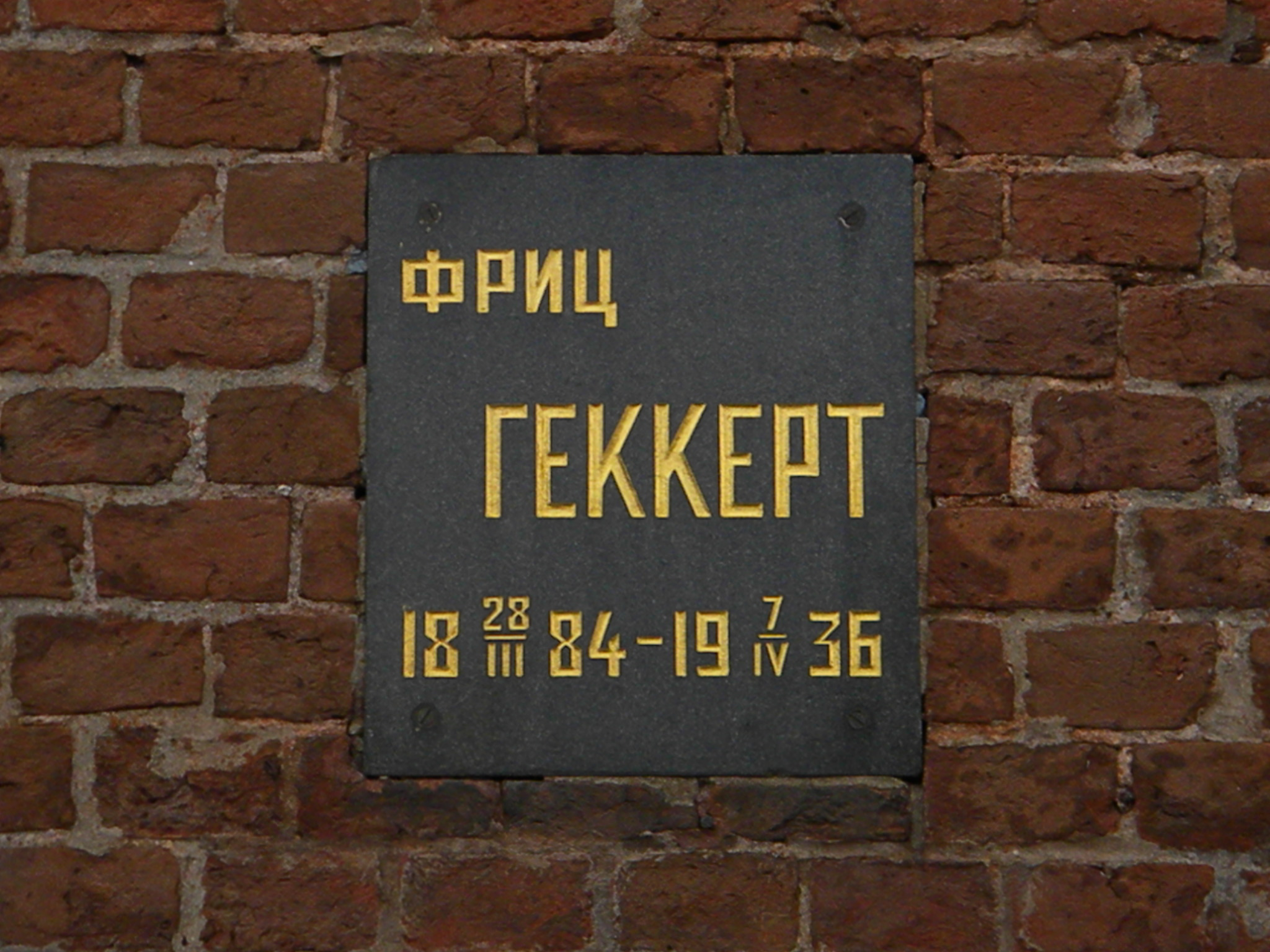
Мемориальная плита Фрица Геккерта на Кремлёвской стене

Фридрих Ге́ккерт (нем. Friedrich Heckert; 28 марта 1884, Хемниц — 7 апреля 1936, Москва) — немецкий коммунист, деятель немецкого и международного рабочего движения. Член Исполкома Коминтерна, секретарь Профинтерна, член Политбюро ЦК КПГ.

## Биография
Фриц Геккерт родился в рабочей семье. Отец был мастером по изготовлению ножей, мать работала ткачихой. Родители Геккерта состояли в СДПГ. По окончании школы Фриц выучился на каменщика и продолжил образование в ремесленном училище.
В 1902 году Геккерт вступил в Германский союз каменщиков и СДПГ. После дрезденского съезда партии, где Геккерт подверг жёсткой критике ревизионистское крыло социал-демократов, примкнул к левой группе, возглавляемой Розой Люксембург. Во время странствий в 1911 году работал на стройках в Швейцарии, где установил связи с проживавшими в эмиграции русскими большевиками и познакомился со своей будущей супругой Вильмой Штамберг (1885—1967). Вильма, латышка по происхождению, состояла в РСДРП и познакомила Геккерта с Лениным, благодаря которому Геккерт сблизился с большевиками. В СССР публиковались воспоминания Геккерта о Ленине.
В начале 1912 года Геккерт вернулся в Хемниц на должность освобождённого профсоюзного работника. С началом Первой мировой войны Фриц Геккерт активно работал в «Союзе Спартака», стоявшем на интернационалистских позициях, и решительно боролся против шовинизма за революционный выход из войны. Впоследствии вступил в НСДПГ. За революционную деятельность Геккерт был исключён из партии, а также подвергся аресту. В ноябре 1918 года Геккерт возглавил Совет рабочих и солдатских депутатов в Хемнице. Геккерт являлся делегатом учредительного съезда КПГ. Партия получила своё название именно по предложению Фрица Геккерта.
Под руководством Генриха Брандлера и Геккерта хемницское отделение КПГ стало одним из самых крупных в Германии. Вместе с другом Брандлером Геккерт после объединительного съезда с НСДПГ в декабре 1920 года вошёл в ЦК КПГ. За кратким перерывом в 1924 году Геккерт являлся членом ЦК до своей смерти. Некоторое время Геккерт являлся представителем КПГ в Красном интернационале профсоюзов в Москве, затем с 1922 года являлся заместителем Якоба Вальхера, руководителя отдела профсоюзов КПГ в Берлине.
В составе партруководства при Брандлере Геккерт накануне подготавливаемого коммунистического восстания в октябре 1923 года вошёл в состав рабочего правительства Эриха Цейгнера и в течение 19 дней занимал должность министра экономики Саксонии. В 1923—1924 годах, когда КПГ находилась в подполье, Геккерт активно занимался подготовкой партии к гражданской войне. В октябре 1924 года Геккерта арестовали, он вышел на свободу в июле 1925 года по решению рейхстага о признании его иммунитета.
На выборах в мае 1924 года Геккерт был избран в рейхстаг от КПГ и оставался его депутатом до 1933 года. На XI съезде КПГ в 1927 году Фриц Геккерт был избран в состав политбюро, до апреля 1928 года руководил отделом профсоюзов ЦК КПГ, затем Коминтерн направил его на работу в Москву. Находясь в Москве, Геккерт вместе с Вальтером Ульбрихтом выступал против снятия с должности Эрнста Тельмана, оказавшегося замешанным в деле Йона Витторфа. Начиная с VI конгресса Коминтерна в 1928—1935 годах Геккерт являлся членом президиума его Исполнительного комитета. На XII съезде КПГ Геккерт был вновь избран в состав ЦК КПГ и Политбюро и вместе с Эрнстом Тельманом в значительной степени способствовал превращению КПГ в боевую марксистско-ленинскую партию. В 1931 году Геккерт получил тяжёлое ранение во время стычки со штурмовыми отрядами на собрании в Гельзенкирхене.
В 1932 году Геккерт вновь прибыл в Москву как представитель КПГ. Геккерт считал СССР отечеством всех трудящихся и восхищался успехами советского народа. После прихода к власти национал-социалистов Геккерт стал одним из организаторов борьбы КПГ против нацизма, был объявлен в Германии в розыск, затем был лишён гражданства Германии по первому списку. В 1933 году в Москве была издана работа Фрица Геккерта «Что происходит в Германии?» о текущей политической ситуации в стране. В ней Геккерт остановился на причинах прихода к власти фашистов, с марксистско-ленинской точки зрения рассмотрел перспективы фашистской диктатуры в Германии и ошибки немецких коммунистов в этой связи. 
26 января—10 февраля 1934 года делегат XVII съезда ВКП(б) с совещательным голосом.
7 апреля 1936 года Фриц Геккерт умер от инсульта в Москве и был похоронен у Кремлёвской стены.

## Труды
- Фриц Геккерт. Что происходит в Германии?. — Партиздат. — М., 1933. — 40 с. — 125 000 экз.
- Фриц Геккерт. «Ну-ка, расскажите о своих геройских подвигах в Средней Германии» // О Ленине. Воспоминания зарубежных современников / сост. С. Ф. Безвесельный, Д. Е. Гринберг. — М.: Госполитиздат, 1962. — С. 417—423. — 60 000 экз.

## Память
Именем Фрица Геккерта в ГДР были названы:
- высшая награда Объединения свободных немецких профсоюзов — медаль Фрица Геккерта
- дом отдыха ОСНП в Кведлинбурге
- центральная школа Объединения свободных немецких профсоюзов
- машиностроительный завод VEB Fritz-Heckert-Werk[нем.]
- футбольная команда BSG Motor „Fritz Heckert“ Karl-Marx-Stadt[нем.]
- круизный пассажирский корабль BSG Motor „Fritz Heckert“ Karl-Marx-Stadt[нем.]
- жилой район панельной застройки в Карл-Маркс-Штадте
- район имени Фрица Геккерта — район Херсонской области в 1926—1939 годах
- Фриц-Геккертово — ныне посёлок городского типа Высокополье в Херсонской области.
- Геккерт изображен на почтовой марке ГДР 1973 года.